# Glenn Gould
Glenn Gould, narozen jako Gold, (25. září 1932, Toronto – 4. říjen 1982 tamtéž) byl kanadský klavírista, skladatel a publicista, jeden z nejvýznamnějších světových klavírních virtuózů 20. století.

## Život
Glenn Herbert Gould se narodil v Torontu otci Herberu Russelovi Goldovi a jeho ženě Florence Emmě, rozené Griegové, presbyteriánům se skotskými a britskými kořeny. Matčin dědeček byl bratrancem norského hudebního skladatele Edvarda Griega. Otec i matka byli muzikální, matka si přála mít ze syna hudebníka, a proto ho učila zpívat a hrát na klavír od tří let, pečovala o obratnost jeho prstů, aby se z něj mohl stát buď chirurg nebo pianista. Gould měl v 6 letech první veřejný koncert a v 10 letech byl přijat na Kanadskou královskou konzervatoř. Z důvodů sílícího antisemitismu se rodina roku 1939 přejmenovala vsunutím samohlásky "u" na Gould. Ve 14 letech Gould absolvoval konzervatoř a o dva roky později složil zkoušky z hudební vědy a ukončil studia na akademii.
V roce 1956 Gould v Los Angeles navázal milostný poměr s Cornelií Foss, výtvarnicí, která kvůli Gouldovi roku 1967 opustila manžela a se dvěma syny se přestěhovala do Toronta, kde si koupila dům blízko jeho; vztah skončil roku 1972.
Glenn veřejně koncertoval od svých 13 do 31 let, pak se soustředil na nahrávání skladeb ve studiích, psaní a na rozhlasové pořady. Kromě hudebně kritických esejí psal i jiné žánry, psaním byl posedlý. Jeho práce nepostrádají filozofický nadhled, humor a břitkou ironii. Kritiky psal pod sedmi různými pseudonymy.
Trpěl mnoha bolestmi a nemocemi, považován okolím za neurotika a hypochondra. Živil se neustále prášky a stěžoval si zejména na bolesti hlavy a páteře (v dětství utrpěl úraz páteře pádem z paluby lodi). Krátce po svých padesátinách (27. září 1982) utrpěl mozkovou mrtvici, při které ochrnul na levou polovinu těla. V důsledku další mozkové příhody o několik dní později v nemocnici zemřel.

## Hudební dráha
Od počátku kariéry měl Gould velmi široký repertoár od předbachovských skladatelů, např. Jana Sweelincka, přes barokní klasiky z rodiny Bachů, dále Beethovena, Mozarta, Haydna, Brahmse, romantiky Schumanna, Liszta a Chopina až po avantgardu 20. století, jako byli Paul Hindemith, Arnold Schoenberg nebo Alban Berg. Přesto se proslavil zejména jako interpret náročných klávesových skladeb Johanna Sebastian Bacha (zejména pro dvě nahrávky Goldbergových variací z roku 1955 a 1981). Jeho hra byla velice osobitá, vyniká technikou i mnoha zvláštnostmi. Kromě netypického držení těla u klavíru (stále stejná nízká židle a z toho vyplývající zvláštní držení rukou) to bylo střídmé používání pedálu. V případě Bachových klavírních skladeb tak zvýrazňoval jejich polyfonii.
Při veřejných koncertech byl uctíván a oslavován nejen diváky, ale taky dirigenty, oblíbili si ho například Herbert von Karajan, Leonard Bernstein nebo Yehudi Menuhin. V roce 1957 jako první Severoameričan po 2. světové válce podnikl koncertní turné po Sovětském svazu.
Několika skladbami se zapsal také mezi hudební skladatele, jeho rukopis nezapře obdiv k barokní polyfonii. V jedné skladbě, zachycené na videosnímku, dokonce zpívá v duetu.
Pro svůj negativní vztah k moderním hudebním žánrům byl nazýván Poslední puritán. Měl rád klasický jazz a zpěv, s jazzmany také koncertoval, obdivoval kantilénový zpěv Petuly Clarkové, ale kritizoval například Beatles za špatné skladby.

## Lidské zvláštnosti
Gould byl lidsky výjimečný, většinou osamělý člověk, soustředěný pouze na zájmy hudební, hudebně interpretační a publicistické. Při hře si často pobrukoval či prozpěvoval, včetně koncertů, což je slyšet na některých nahrávkách. Na koncerty si s sebou vozil výhradně starou dřevěnou židli, kterou mu otec jako dorůstajícímu chlapci pečlivě přizpůsoboval. Používal ji i v době, kdy na jejím opotřebeném sedadle chyběla dvě prkénka (dnes je vystavena v torontském muzeu). Trpěl zimomřivostí, stále chodil teple oblečen, zpravidla v kabátě, s čepicí a v rukavicích. Tak byl jednou v parku na lavičce policií omylem zatčen v podezření, že je bezdomovec. Stravoval se v Torontu v jediné restauraci s nepřetržitým provozem Fran's, kam přicházel mezi druhou a třetí hodinou ranní, sedal stále na stejném místě a jedl stejné jídlo, nejčastěji míchaná vejce. Svou domácí stravu omezil na sklenici mléka a jedno vejce denně.
Žil osaměle, byl mlčenlivý a málokdy se s někým sblížil. Při setkáních nepodával ruku, byl choulostivý na to, aby se ho nikdo nedotýkal a neobjímal ho. Americký psychiatr Peter Ostwald popsal, že jeho zvláštní chování je projevem určitého druhu autismu, zvaného Aspergerův syndrom.

## Dílo – chronologický seznam nahrávek
1. J. S. Bach / Goldbergovy variace (1955/1956)[2]
2. L. van Beethoven/ Klavírní sonáta č. 30 E dur, Op. 109; č. 31 As dur, Opus 110; č. 32 c moll, Opus 111 (1956/1956)[2]
3. J. S. Bach / Klavírní koncert č. 1 d moll; L. van Beethoven / Klavírní koncert č. 2 B dur; Leonard Bernstein/ orchestr Colombia Symphony (1957/1957)[2]
4. J. S. Bach / Partita č. 5 in G dur; Partita č. 6 in e moll; Fugy č. 14 fis moll a č. 9 E dur z druhého cyklu Dobře temperovaný klavír (1956-57/1957)[2]
5. J. Haydn / Sonáta č. 59 Es dur; W. A. Mozart / Sonáta č. 10 C dur, KV 330; Fantazie a Fuga C dur, KV 394 (1958/1958)[2]
6. J. S. Bach / Klavírní koncert č. 5 F dur; L. van Beethoven/ Klavírní koncert č. 1 C dur, Opus 15; Vladimir Golschmann/ Colombia Symphony (1958/1958)[2]
7. Alban Berg/ Sonáta č. 1; A. Schoenberg/ Tři klavírní skladby, Opus 11; Ernst Křenek/ Sonáta č. 3, Opus 92, č. 4 (1958/1959)[2]
8. L. van Beethoven / Klavírní koncert č. 3 c moll, Opus 39; Leonard Bernstein / Colombia Symphony (1959/1960)[2]
9. J. S. Bach / Partita č. 1 B dur; č. 2 c moll; Italský koncert (1959/1960)[2]
10. Glenn Gould / Smyčcový kvartet, Opus 1; Symphonia Quartet (1960/1960)[2]
11. J. Brahms / Deset intermezz (1959-60/1961)[2]
12. L. van Beethoven / Klavírní koncert č. 4 G dur, Op. 58: Leonard Bernstein / New York Philharmonic (1961/1961)[2]
13. J. S. Bach / Umění fugy, díl 1: Kontrapunkty 1-9, na varhany (1962/1962)[2]
14. Wolfgang Amadeus Mozart / Klavírní koncert č. 24 c moll, KV 491 / Walter Busskind / CBC Symphony; A. Schoenberg / Klavírní koncerty, Opus 42 / Robert Croft / CBC Symphony (1961/1962[2]
15. Richard Strauss / Enoch Arden; Claude Rains, přednes (1961/1962)[2]
16. J. S. Bach / Dobře temperovaný klavír, 1. kniha, tři desky (1962-65/1963, 1964, 1965)[2]
17. J. S. Bach / Invence a sinfonie (1964/1964)[2]
18. L. van Beethoven / Sonáty, Opus 10, č. 1-3 (1964/1965)[2]
19. Arnold Schoenberg / Klavírní skladby, Opusy 11, 19, 23, a 33; Suita, Opus 25; Písně, Opus 1 (s Danoe Grammem, basbaryton) a 2 (s Ellen Faullovou, soprán); Kniha o visutých zahradách Semiramidiných (s Helenou Vanni, soprán) (1958, 1964-65/1966)[2]
20. L. van Beethoven / Klavírní koncert č. 5 "Císařský"; Leopold Stokowski / American Symphony (1966/1966)[2]
21. L. van Beethoven / Klavírní sonáty, Opus 13 "Patetická" a 14, č. 1 a 2 (1966/1967)[2]
22. J. S. Bach / Klavírní koncerty, díl 1: č. 3, 5, a 7; Vladimir Golschmann / Colombia Symphony (1958, 1966/1967)[2]
23. A. Schoenberg / Óda na Napoleona, s Johnem Hortonem (vypravěč) a Juilliard Quartet; Fantazie pro housle a klavír, s Israelem Bakerem (1964-65/1967)[2]
24. Kanadská hudba 20. století: Oskar Morawetz / Fantazie in D; Anhalt / Fantasia; Hétu / Variace pro klavír (1966-67/1967)[2]
25. L. van Beethoven-Ferenc Liszt / Symfonie č. 5 (1967-68/1968)[2]
26. W. A. Mozart / Klavírní sonáty, díl 1: č. 1-5, KV 279-283 (1967/1968)[2]
27. J. S. Bach / Dobře temperovaný klavír, Kniha 2, tři desky (1966-67, 1969, 1971/1968, 1970, 1971)[2]
28. S. Prokofjev / Sonáta č. 7; Skrjabin / Sonáta č. 3 (1967-68/1969)[2]
29. W. A. Mozart / Klavírní sonáty, díl 2: č. 6, 7, a 9, KV 284, 309, 311 (1968/1969)[2]
30. J. S. Bach / Klavírní koncerty, díl 2: č. 2 a 4; Vladimir Golschmann / Colombia Symphony (1969/1969)[2]
31. Robert Schumann / Klavírní kvartet Es dur; Juilliard Quartet (1968/1969)[2]
32. L. van Beethoven / Klavírní sonáty, Opus 13 "Patetická", 27 č. 2 "Měsíční", a 57 "Appassionata" (1960, 1966-67/1970)[2]
33. L. van Beethoven / Variace, WoO 80 a Opusy 34 a 35 "Eroica" (1960, 1966-67/1970)[2]
34. A Consort of Musicke Bye William Byrde a Orlando Gibbons (1967-68, 1971/1971)[2]
35. W. A. Mozart / Klavírní sonáty, díl 3: č. 8, 10, 12, a 13, KV 310, 330, 332, a 333 (1955-56, 1969-70/1972)[2]
36. A. Schoenberg / Písně, Opus 3, 6, 12, 14, a 48, a Opus posthumus, s Donaldem Grammem, Helenou Vanni a Cornelisem Opthofem, baryton (1964-65, 1968, 1970-71/1972)[2]
37. G. F. Händel / Suity 1-4 pro cembalo (1972/1972)[2]
38. E. Grieg / Klavírní sonáta; G. Bizet / První nokturno a Chromatické variace (1971-72/1973)[2]
39. J. S. Bach / Francouzské suity č. 1-4 (1972-73/1973)[2]
40. W. A. Mozart / Klavírní sonáty, díl 4: č. 11 a 15, KV 331 a 545; KV 533; Rondo, KV 494; Fantasia in d moll, KV 397 (1965, 1967, 1970, 1972-73/1973)[2]
41. L. van Beethoven / Klavírní sonáty, Opus 31, č. 1, 2 "Bouře" a 3 (196, 1967, 1971/1973)[2]
42. P. Hindemith / Klavírní sonáty, č. 1-3 (1966-67, 1972-73/1973)[2]
43. R. Wagner – G. Gould / Předehra k Mistrům pěvcům; "Úsvit" a "Siegfriedovo putování po Rýně" ze Soumraku bohů; Siegfriedova idyla (1973/1973)[2]
44. J. S. Bach, Francouzské suity, č. 5 a 6; Francouzská overtura h moll (1971, 1973/1974)[2]
45. J. S. Bach / Sonáty pro violu da gamba a cembalo, č. 1-3, s Leonardem Rosem (1973-74/1974)[2]
46. William Walton [William Turner Walton, 1902 – 1983], From Facades Suites No. 1, II. Scotch Rhapsody From The Album "The Glenn Gould Collection", 1974, díl 1, prolog zpívá Patricia Rideout, alt, a Glenn Gould.
47. L. van Beethoven / Bagatelly, Opus 33 a 126 (1974/1975)[2]
48. W. A. Mozart / Klavírní sonáty, díl 5: č. 14, 16, a 17, KV 457, 570, a 576; Fantasia c moll, KV 475 (1966, 1970, 1973-74/1975)[2]
49. P. Hindemith / Sonáty pro lesní roh, tubu, trubku, altový roh a trombón, Filadelfský dechový soubor (1975-76/1976)[2]
50. J. S. Bach / Šest sonát pro housle a cembalo, s Jaime Laredo (1975-76/1976)[2]
51. J. S. Bach / Šest anglických suit (1971, 1973-76/1977)[2]
52. J. Sibelius / Tři sonatiny, Opus 67; Kyllikki / Tři lyrické skladby (1966-67/1977)[2]
53. P. Hindemith / Život Mariin, původní verze z r. 1923, s Roxolanou Roslakovou, soprán (1976-77/1977)[2]
54. J. S. Bach / Sedm toccat, ve dvou albech (1963, 1976, 1979/1979-80)[2]
55. J. S. Bach / Preludia, Fugetty a Fugy (1979-80/1980)[2]
56. Stříbrné jubilejní album Glenna Goulda: D. Scarlatti / Sonáty, L/ 463, 413, a 486 (nahr. 1968); C. P. E. Bach / Würtemberská sonáta č. 1 (nahr. 1968); Glenn Gould / Tak ty chceš psát fugu? (nahr. 1963); A. N. Skrjabin / Dvě skladby, Opus 57 (nahr. 1972); J. Strauss / Písně Ofélie, s Elisabeth Schwarzkopfovou, soprán (nahr. 1966); L. van Beethoven – F. Liszt / Symfonie pastorální, První věta (nahr. 1968); Fantazie Glenna Goulda[2]
57. J. Haydn / Sonáty č. 56, 58-62 (1980-81/1982)[2]
58. J. S. Bach / Goldbergovy variace (1981/1982)[2]
59. J. Brahms / Balady, Opus 10; Rapsodie, Opus 79 (1982/1983)[2]
60. L. van Beethoven / Sonáty, Opusy 26 a 27, č. 1 (1979, 1981/1983)[2]
61. J.Strauss / Sonáta in h moll, Op. 5; Pět klavírních skladeb, Opus 3 (1979, 1982/1984)[2]